# Sélection de la ville hôte pour les Jeux olympiques
La sélection de la ville hôte pour les Jeux olympiques est la procédure au cours de laquelle les villes candidates pour accueillir les Jeux olympiques (et paralympiques depuis 1960) sont sélectionnées et départagées par le Comité international olympique (CIO). La sélection de la ville olympique a lieu lors d'un congrès du CIO, en général sept années à l'avance.

## Anciennes procédures de sélection
Les Jeux olympiques de 1896 ont été attribués à Athènes en hommage aux Jeux olympiques antiques et ceux de 1900 à Paris, en hommage à Pierre de Coubertin.
Jusqu'en 1936, les villes hôtes des Jeux olympiques d'été avait un droit de préemption pour organiser les Jeux olympiques d'hiver la même année. Ce droit n'a été utilisé que pour les Jeux olympiques d'hiver de 1936, organisés à Garmisch-Partenkirchen.
Avant 2015, les candidatures font l'objet d'une procédure de sélection stricte.
1. Chaque ville candidate doit être choisie par son comité national olympique (CNO). S'il y a plusieurs candidatures pour un même pays, le CNO du pays doit faire un choix pour ne sélectionner qu'une seule ville. En effet, chaque pays ne peut présenter qu'une seule candidature.
2. Les CNO proposent alors la ville retenue et déposent leur dossier auprès du Comité international olympique (CIO). La ville devient « une ville requérante » pour l'organisation des jeux olympiques.
3. Les dossiers sont étudiés par une commission d'experts qui remet ses conclusions à la commission exécutive du CIO. Il sélectionne une courte liste de villes potentiellement capables d'accueillir correctement les Jeux. Les villes retenues deviennent alors officiellement des « villes candidates ».
4. Enfin, lors d'une session du CIO, les candidats sont départagés par un vote appliquant la méthode de Coombs : la ville est élue à la majorité absolue, sinon, à chaque tour de vote, la ville candidate aux plus faibles suffrages est éliminé.

## Procédure actuelle
Depuis l'adoption de l'Agenda olympique 2020 par le CIO fin 2014, la phase de candidature est simplifiée. En effet, toutes les villes se déclarant candidates sont directement intégrées au processus de sélection de la ville hôte. Il n'y a donc plus de ville requérante. La suite du processus est ensuite marquée par plusieurs étapes où les comités de candidature fournissent les dossiers portant sur l'organisation des potentiels Jeux et sur l'impact de ceux-ci. Ce processus se finit par l'élection de la ville hôte lors d'une session de Comité international olympique.